# Bernardino Fernández de Velasco y Pimentel
Bernardino Fernández de Velasco y Pimentel Vigil de Quiñones, XI duque de Frías (Madrid, 27 de mayo de 1707-íd, 27 de diciembre de 1771) fue un poeta y escritor español.

## Familia
Fue el XI duque de Frías, hijo de Agustín Fernández de Velasco, duque de Frías, conde de Haro y Peñaranda y marqués del Fresno, y de Manuela Pimentel y Zúñiga, hija de los condes de Benavente. Se casó en 1728 con María Josefa Pacheco Téllez-Girón de Toledo y Portugal, hija de los duques de Uceda, con quien tuvo una hija llamada María Portería Fernández de Velasco y Pacheco y otra hija, Ana. 

## Vida
Tuvo una temprana vocación religiosa que pronto desechó, pero que formó el cuerpo de un catolicismo ferviente, casi fanático, que le hizo reconvertir en 1745 el oratorio de su palacio en la madrileña calle de Piamonte, barrio del Barquillo, en una iglesia parroquial para uso público, bajo la advocación de San José, próxima al Convento de las Mercedarias Descalzas. En 1741 quedó huérfano de padre y en 1742 de la madre, por lo que asumió sus títulos. Durante un tiempo tuvo que retirarse a Peñaranda. Tuvo los cargos de sumiller de corps de Felipe V, y de gentilhombre de cámara y montero mayor de Fernando VI y Carlos III. Fue además secretario del Secreto del Tribunal de la Inquisición de la Corte. Escribió un anticuado y posbarroco Deleite de la discreción y fácil escuela de la agudeza... (1734) que tuvo buen número de ediciones hasta 1770, un año antes de la muerte del autor. Todavía hubo una edición moderna por parte de Eduardo Barriobero en 1932. Álvarez y Baena en sus Hijos ilustres de Madrid cuenta que se consagró al estudio de la jurisprudencia y bellas letras en sus últimos años y fue de pensamiento antiilustrado y tradicional, incluso reaccionario. Al morir dejó unos trescientos libros, en su mayoría piadosos, y 72 cuadros, más o menos de la misma temática, además de tapices, muebles y una colección de relojes. Fue abuelo de un autor homónimo del Romanticismo español, el poeta Bernardino Fernández de Velasco (1783-1851), también duque de Frías.

## Obras
- Carta del Excmo. Señor D. Bernardino Fernandez de Velasco, Duque de Frias ... escrita al Señor Don Lorenzo de Santayana Bustillo ... en vista del libro que remitio ... para que le examinasse su título Govierno político de los Pueblos de España, cuya carta se halla puesta al principio de esta obra; [S.l.], [s.n.], [1742?]
- Deleite de la discreción y fácil escuela de agudeza que en ramilletes de ingeniosas promptitudes y moralidades provechosas, con muchos avisos de christiano y político desengañado (Madrid, 1734; reimpresa en 1749, 1764 y 1770)